# Phthonoloba bracteola
Phthonoloba bracteola är en fjärilsart som beskrevs av Holloway 1976. Phthonoloba bracteola ingår i släktet Phthonoloba och familjen mätare. Inga underarter finns listade i Catalogue of Life.